# San Andrés Sinaxtla
San Andrés Sinaxtla es una comunidad en el Municipio de San Andrés Sinaxtla en el estado de Oaxaca. San Andrés Sinaxtla está a 2060 metros de altitud. 

## Geografía
Está ubicada a 17° 16' 32.52" latitud norte y 97° 9' 52.56" longitud oeste.

## Población
Según el censo de población de INEGI del 2010: la comunidad cuenta con una población total de 580 habitantes, de los cuales 302 son mujeres y 278 son hombres. Del total de la población 18 personas hablan alguna lengua indígena.
| Censo | Población |
| ----- | --------- |
| 1900  | 621       |
| 1910  | 630       |
| 1921  | 708       |
| 1930  | 850       |
| 1940  | 823       |
| 1950  | 748       |
| 1960  | 578       |
| 1970  | 563       |
| 1980  | 489       |
| 1990  | 492       |
| 1995  | 499       |
| 2000  | 496       |
| 2005  | 448       |
| 2010  | 580       |
| 2020  | 589       |

## Ocupación
El total de la población económicamente activa es de 222 habitantes, de los cuales 135 son hombres y 87 son mujeres.